# Fatau Dauda
Fatau Dauda, właśc. Abdul Fatawu Dauda (ur. 6 kwietnia 1985 w Obuasi) – ghański piłkarz,  który grał na pozycji bramkarza. W latach 2008-2015 reprezentant Ghany. Uczestnik Mistrzostw Świata 2014. Półfinalista Pucharu Narodów Afryki 2013. Został powołany na Puchar Narodów Afryki 2008 i 2015, jednak nie wystąpił w żadnym spotkaniu.

## Kariera klubowa
Piłkarską karierę Dauda rozpoczął w klubie Okwawu United FC. W jego barwach zadebiutował w 2004 roku w ekstraklasie ghańskiej. W 2006 roku przeszedł do Ashanti Gold SC z miasta Obuasi. W 2007 roku został z Ashanti wicemistrzem Ghany. W kolejnych latach trzykrotnie powtórzył to osiągnięcie (2010, 2011, 2012).
W 2013 roku odszedł do południowoafrykańskiego Orlando Pirates. W Premier Soccer League zadebiutował 8 lutego 2014 w przegranym 0:1 meczu z Mamelodi Sundowns FC. W sezonie 2013/2014 rozegrał trzy ligowe spotkania. Z klubem zwyciężył też w rozgrywkach Pucharu Południowej Afryki. W lipcu 2014 odszedł do innej drużyny PSL – Chippa United FC, której graczem pozostał do października 2014.
Następnie Dauda wrócił do Ashanti Gold SC, z którym w 2015 roku zdobył mistrzostwo Ghany. W 2017 roku przeszedł do nigeryjskiej Enyimby.

## Kariera reprezentacyjna
W 2008 roku Dauda został powołany przez Claude’a Le Roy do reprezentacji Ghany na Puchar Narodów Afryki 2008, nie mając zaliczonego debiutu w kadrze A. Na tym turnieju został trzecim bramkarzem dla Richarda Kingsona i Sammy’ego Adjei. W tym samym roku zaliczył ostatecznie debiut w kadrze narodowej.